# Partit de la Refundació Comunista
El Partit de la Refundació Comunista (en italià: Partito della Rifondazione Comunista, PRC) o Refundació Comunista és un partit polític italià.
Va ser format el 1991 quan l'antic Partit Comunista Italià es va dividir en dos: el Partit Democràtic de l'Esquerra, liderat per Achille Occhetto, i el Partit de la Refundació Comunista, originalment encapçalat per Armando Cossutta. El seu objectiu era en cas de dur a terme la renovació d'una força autònoma comunista a Itàlia.
Segons la seva declaració de principis, Refundació Comunista lluita perquè a Itàlia, a Europa i al món sencer progressin i es consolidin la llibertat dels pobles, la justícia social, la pau i la solidaritat internacional. Entre altres compromisos destaquen la conservació del medi ambient, proposen la superació del capitalisme com a condició per construir una societat democràtica i socialista de dones i homes lliures i iguals, la qual cosa suposa també l'alliberament de la dona a través de la seva emancipació política, personal i sexual. Els comunistes de Rifondazione lluiten obertament contra l'antisemitisme i qualsevol forma de racisme i de discriminació.
Disposa de cinc diputats europeus en el Parlament europeu (1.971.700 vots, 6,1% dels vots el juny de 2004). Es troba en el grup Esquerra unitària europea, esquerra verda nòrdica. A Itàlia no té cap representació parlamentària des del 14 d'abril de 2008.

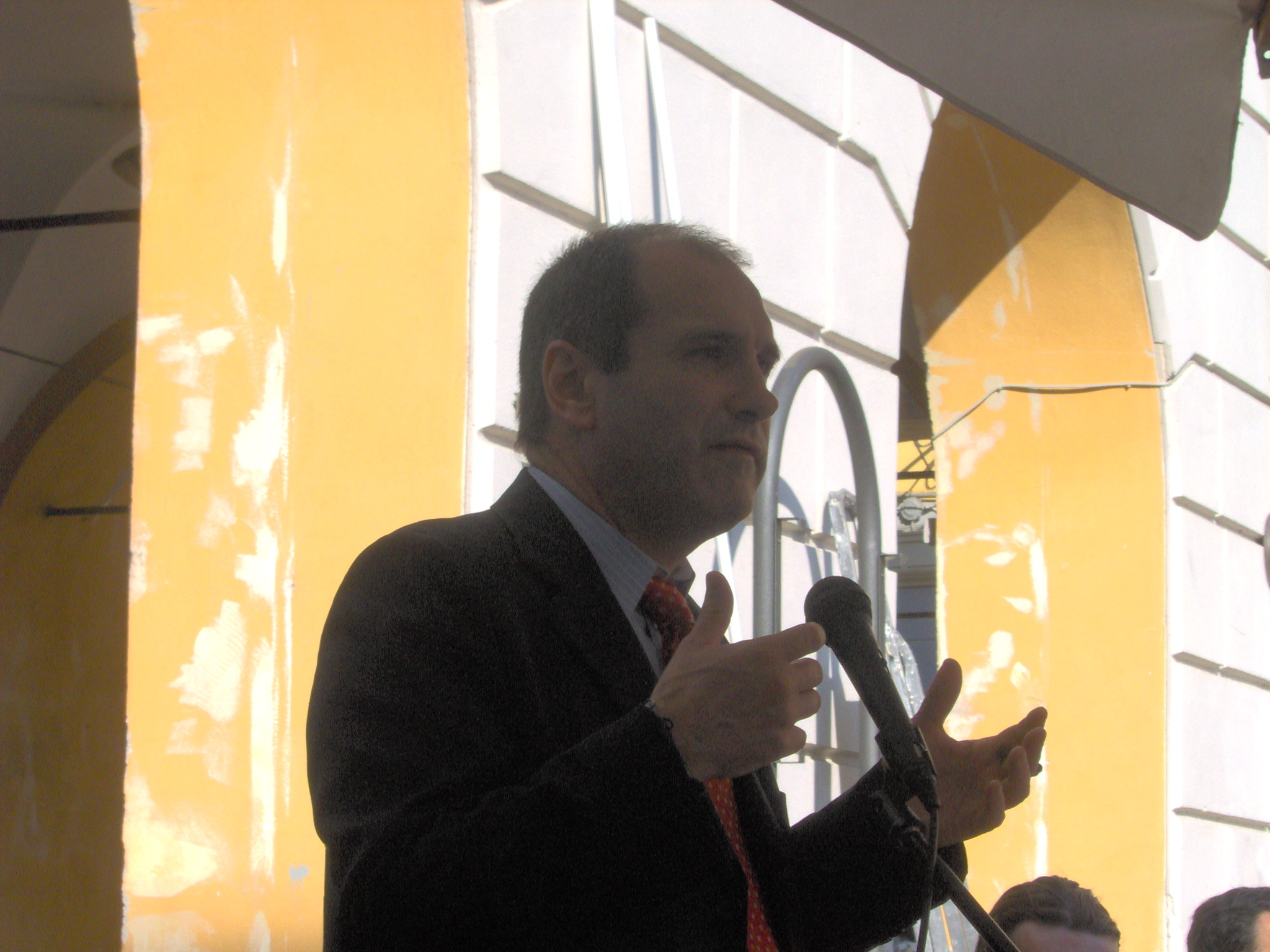
Paolo Ferrero

Actualment és dirigit per Maurizio Acerbo escollit en el Congrés que va tenir lloc el 2 de abril de 2017.

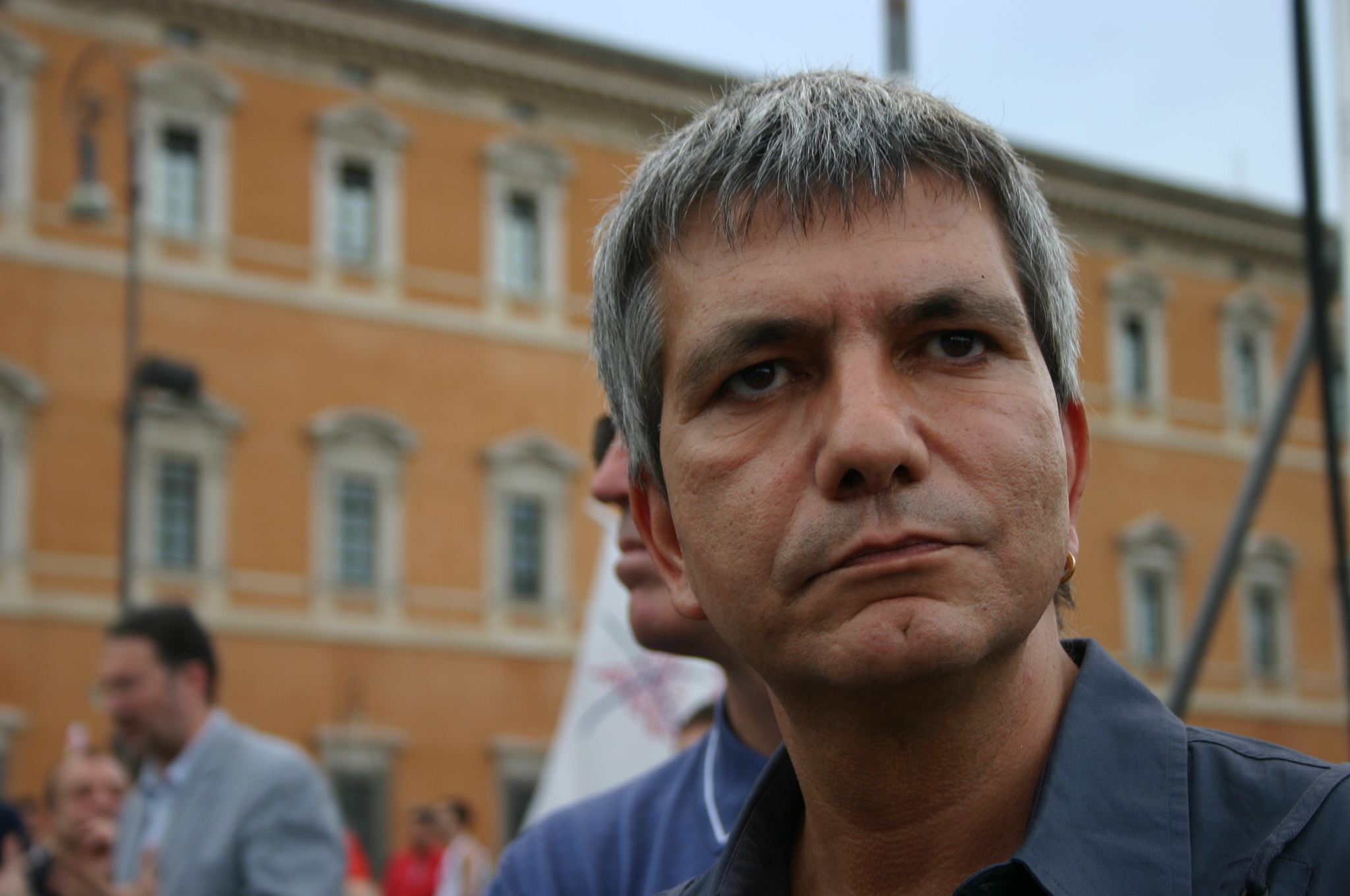
Nichi Vendola

Nichi Vendola, un dels seus fundadors, va ser elegit president de la regió de la Pulla, el 4 d'abril de 2005, després d'haver estat prèviament seleccionat a través d'una elecció primària (elezioni primarie) al si de l'aliança electoral de l'Olivera, on va derrotar per poc un candidat de centreesquerra.
El PRC forma part de la coalició del centreesquerra italià, denominada L'Unione. El PRC ha estat un dels fundadors del Partit de l'Esquerra Europea, organització que reagrupa algunes formacions de l'esquerra radical (també admet els que no es declaren comunistes) i representats al Parlament europeu en el grup GUE/NGL.

## Història

### Els nous valors de l'euro-comunisme
Amb la dissolució dels grans partits tradicionals, comença a Itàlia una nova fase de l'anomenada Segona República. Els valors del comunisme estan en crisi, sobretot l'endemà de la caiguda del mur de Berlín i del deteriorament del model soviètic. Per tant, la línia de Refundació Comunista és reveladora, també, d'un gir cap als nous ideals de l'eurocomunisme proclamat per Enrico Berlinguer, amb l'objectiu de modernitzar la seva línia política amb la contribució dels "nous moviments".
El 1991, la fusió amb Democràcia proletària permet fer pujar Refundació a les eleccions, aconseguint un 6% dels vots a les eleccions de 1992. Després un breu parèntesi on el partit és dirigit per l'exsindicalista Sergio Garavini, el PRC queda sota la direcció de Fausto Bertinotti.

### Els anys 90: cites electorals
A les eleccions de 1994, Refundació participa en el naixement de la coalició d'esquerra, anomenada Aliança dels Progressistes, que és l'alternativa al centrisme del Pacte per a Itàlia i a la coalició de centredreta, que llavors va guanyar les eleccions, dirigida per Silvio Berlusconi
Els progressistes, derrotats, tornen a l'oposició, però el govern en funcions no dura, a causa de la desconfiança de la Lliga Nord, i després de vuit mesos és constituït el govern Dini, que convocarà noves eleccions a la primavera de 1996. Una part dels diputats de Refundació, dirigits per l'exsecretari Garavini, votarà contra aquest govern contra les directrius del partit. Aquest grup de diputats va formar el Moviment dels comunistes unitaris que es va presentar a les eleccions en les llistes DS (Demòcrates d'esquerra).
Després d'aquesta cita electoral, es consolida la fórmula bipolar en la política italiana. Tots els partits del centreesquerra donen vida a la nova aliança de l'Olivera, en la qual Refundació decideix participar, però amb la fórmula de la retractació i del suport extern : dona suport als candidats de l'Olivera i, a canvi, en certes circumscripcions, rep al seu torn el suport dels aliats per als seus candidats sota el símbol dels progressistes.

### Eleccions polítiques del 2006
A les eleccions del 2006, el PRC obté el 5,8% dels vots a la Cambra de Diputats (41 diputats). A les eleccions del Senat, obté el 7,4% dels vots i 27 senadors.

### Eleccions polítiques del 2008
El 2008, una nova coalició es presenta a les eleccions polítiques; reuneix, sota el nom de la Sinistra – l'Arcobaleno (L'Esquerra - Arc de Sant Martí), la Federació dels Verds, el Partit de la Refundació Comunista, el Partit dels Comunistes Italians i l'Esquerra Demòcrata. Però l'Esquerra crítica, corrent intern del Partit, el deixa el desembre de 2007 per presentar-se de manera separada.

## Election results

### Parlament Italià
| Any  | Líder             | Vots                                | %   | Diputats | +/− | Senadors | +/- |
| ---- | ----------------- | ----------------------------------- | --- | -------- | --- | -------- | --- |
| 1992 | Sergio Garavini   | 2,202,574 (5è)                      | 5.6 | 35 / 630 | Nou | 20 / 315 | Nou |
| 1994 | Fausto Bertinotti | 2,334,029 (6è)                      | 6.0 | 39 / 630 | 4   | 18 / 315 | 2   |
| 1996 | Fausto Bertinotti | 3,215,960 (5è)                      | 8.5 | 35 / 630 | 4   | 11 / 315 | 7   |
| 2001 | Fausto Bertinotti | 1,868,659 (5è)                      | 5.0 | 11 / 630 | 24  | 5 / 315  | 6   |
| 2006 | Fausto Bertinotti | 2,229,604 (5è)                      | 5.8 | 41 / 630 | 30  | 27 / 315 | 22  |
| 2008 | Fausto Bertinotti | Dins L'Esquerra-L'Arc de Sant Martí | –   | 0 / 630  | 41  | 0 / 315  | 27  |
| 2013 | Paolo Ferrero     | Dins Revolució Civil                | –   | 0 / 630  | =   | 0 / 315  | =   |
| 2018 | Maurizio Acerbo   | Dins Potere al Popolo               | –   | 0 / 630  | =   | 0 / 315  | =   |
| 2022 | Maurizio Acerbo   | Dins Unió Popular                   | –   | 0 / 400  | =   | 0 / 200  | =   |

### Parlament Europeu
| Any  | Líder             | Vots                    | %                       | Escons | +/– | Grup    |
| ---- | ----------------- | ----------------------- | ----------------------- | ------ | --- | ------- |
| 1994 | Fausto Bertinotti | 1,991,977 (6è)          | 6.08                    | 5 / 87 | Nou | EUL     |
| 1999 | Fausto Bertinotti | 1,330,341 (4t)          | 4.27                    | 4 / 87 | 1   | GUE/NGL |
| 2004 | Fausto Bertinotti | 1,971,700 (7è)          | 6.06                    | 5 / 78 | 1   | GUE/NGL |
| 2009 | Paolo Ferrero     | 1,038,247 (6è)          | 3.39                    | 0 / 72 | 5   | –       |
| 2014 | Paolo Ferrero     | Dins L'Altra Europa     | Dins L'Altra Europa     | 1 / 73 | 1   | GUE/NGL |
| 2019 | Maurizio Acerbo   | Dins L'Esquerra         | Dins L'Esquerra         | 0 / 76 | 1   | –       |
| 2024 | Maurizio Acerbo   | Dins Pau Terra Dignitat | Dins Pau Terra Dignitat | 0 / 76 | =   | –       |

## Congressos i conferències

### Congressos nacionals
- I Congrés - Roma, 12-14 de desembre de 1991 - Per a fundar el partit de l'oposició per a l'alternativa
- II Congrés - Roma, 21-24 de gener de 1994 - Una força comunista per a una esquerra d'alternatives
- III Congrés - Roma, 12-15 de desembre de 1996 - Renovar la política per a canviar la societat
- IV Congrés - Rímini, 18-21 de març de 1999 - Una alternativa de societat
- V Congrés - Rímini, 4-7 d'abril de 2002 - Refundació, Refundació, Refundació
- VI Congrés - Venècia, 3-6 de març de 2005 - Cap a un món nou
- VII Congrés - Chianciano, 24 -27 de juliol de 2008 - Recomencem!
- VIII Congrés – Nàpols, 2-4 de desembre de 2011 – Connectem!
- IX Congrés – Perugia, 6-8 de desembre de  2013 – Escriu el teu futur
- X Congrés – Spoleto, 31 de març-2 d'abril de 2017 – Cal una revolució!
- XI Congrés – Chianciano, 22-24 d'octubre de 2021 – Les arrels i les ales
- XII Congrés - Montecatini Terme, 7-9 de febrer de 2025 – Ara i per sempre resistència

### Conferències Nacionals d'Organització
- I Conferència d'Organització - Chianciano Terme, 14-15 de juny de 1997 - La construcció del Partit Comunista de masses després del III Congrés Nacional
- II Conferència d'Organització - Chianciano Terme, 5-6 de febrer de 2000 - El partit es qüestiona
- III Conferència d'Organització - Carrara, 29 de març a 1 d'abril de 2007
- IV Conferència d'Organització – Roma, 11-12 d' abril de 2015 – Rellançar el partit, unir l'esquerra antiliberal, aturar l'austeritat a Europa
- V Conferència d'Organització - Roma, 14-15 de gener de 2023 - Imaginar el futur, canviar el present